# الساندرا آمبروزیو
الساندرا کورینه آمبروزیو (به پرتغالی: Alessandra Corine Ambrósio) (متولد ۱۱ آوریل ۱۹۸۱) یک مدل برزیلی می‌باشد. وی بیشتر به خاطر همکاری‌اش با کمپانی ویکتوریا سکرت و خط پینک این شرکت شناخته شده‌است. وی هم‌اکنون جزو فرشته‌های ویکتوریا بوده و مدل برندهایی چون نکست، آرمانی اکسچینج، کریستین دیور و رالف لورن می‌باشد.
او همچنین در فیلم خونه بابا ۲ بازی کرده‌است.

## افتخارات
- آمبروزیو سفیر سازمان ملی ناسودبر فلج چندگانه آمریکا است.[۷]
- وی از طرف وبسایت اسک‌مِن‌دات‌کام رتبه دوم "۹۹ زن خواستنی سال ۲۰۰۸" را به‌دست آورده‌است.[۸]
- الساندرا آمبرسیو به عنوان یکی از زیباترین زنان جهان در لیست جهانی BWC ثبت شده‌است.
- چهارمین زن زیبای سال ۲۰۱۰ به انتخاب سایت Askman
- در سال ۲۰۱۲، مجله فوربز آمبروزیو را ششمین پر درآمدترین مدل معرفی کرد و اعلام کرد که وی تنها در یک سال ۶٫۶ میلیون دلار درآمد داشته‌است.[۹]